# ماریو تونتودوناتی
ماریو تونتودوناتی (انگلیسی: Mario Tontodonati; ۳۱ اوت ۱۹۲۳ – ۲۴ ژوئن ۲۰۰۹) بازیکن فوتبال اهل ایتالیا بود.
از باشگاه‌هایی که در آن بازی کرده‌است می‌توان به باشگاه فوتبال دلفینو پسکارا، باشگاه فوتبال آ.اس. رم، باشگاه فوتبال تورینو، و باشگاه فوتبال باری اشاره کرد.